# Parlamentswahl in Frankreich 1978
Die Parlamentswahl in Frankreich 1978 fand am 12. und 19. März statt. Gewählt wurden alle 491 Abgeordneten der Nationalversammlung.

## Ergebnis

### Vorläufiges Ergebnis (Metropolitan-Frankreich und Übersee-Frankreich)
| Listen                                            | Listen                                                              | 1. Wahlgang | 1. Wahlgang | 1. Wahlgang | 2. Wahlgang | 2. Wahlgang | 2. Wahlgang | Mandate Gesamt |
| Listen                                            | Listen                                                              | Stimmen     | %           | Mandate     | Stimmen     | %           | Mandate     | Mandate Gesamt |
| ------------------------------------------------- | ------------------------------------------------------------------- | ----------- | ----------- | ----------- | ----------- | ----------- | ----------- | -------------- |
|                                                   | Rassemblement pour la République                                    | 6.462.462   | 22,6        | 30          | 6.651.756   | 26,1        | 118         | 148            |
|                                                   | Parti socialiste                                                    | 6.451.151   | 22,6        | –           | 7.212.916   | 28,3        | 103         | 103            |
|                                                   | Union pour la démocratie française (PR – CDS – PRV – MDSF – Sonst.) | 6.128.849   | 21,5        | 33          | 5.907.603   | 23,2        | 104         | 137            |
|                                                   | Parti communiste français                                           | 5.870.402   | 20,6        | 4           | 4.744.868   | 18,6        | 82          | 86             |
|                                                   | Extrême gauche                                                      | 953.088     | 3,3         | 1           | –           | –           | –           | 1              |
|                                                   | Divers                                                              | 793.274     | 2,8         | –           | 57.418      | 0,2         | 2           | 2              |
|                                                   | Divers majorité                                                     | 684.985     | 2,4         | –           | 305.763     | 1,2         | 4           | 4              |
|                                                   | Écologistes                                                         | 612.100     | 2,1         | –           | –           | –           | –           | –              |
|                                                   | Mouvement des radicaux de gauche                                    | 603.932     | 2,1         | –           | 595.478     | 2,3         | 10          | 10             |
| Gesamt                                            | Gesamt                                                              | 28.560.243  | 100         | 68          | 25.475.802  | 100         | 423         | 491            |
|                                                   |                                                                     |             |             |             |             |             |             |                |
| Ungültige Stimmen                                 | Ungültige Stimmen                                                   | 581.736     | 2,0         |             | 730.908     | 2,8         |             |                |
| Wähler                                            | Wähler                                                              | 29.141.979  | 82,8        |             | 26.206.710  | 84,7        |             |                |
| Wahlberechtigte                                   | Wahlberechtigte                                                     | 35.204.152  |             |             | 30.956.076  |             |             |                |
|                                                   |                                                                     |             |             |             |             |             |             |                |
| Quellen: Innenministerium, Bulletin d’information |                                                                     |             |             |             |             |             |             |                |

### Amtliche Statistik (Metropolitan-Frankreich, 1. Wahlgang)
|                                                | Parti socialiste                 | 6.412.240  | 22,8 |
|                                                | Rassemblement pour la République | 6.303.611  | 22,4 |
|                                                | Parti communiste français        | 5.791.525  | 20,6 |
|                                                | Parti républicain                | 3.028.810  | 10,8 |
|                                                | Centre des démocrates sociaux    | 1.402.018  | 5,0  |
|                                                | Extrême gauche                   | 919.054    | 3,3  |
|                                                | Divers                           | 784.337    | 2,8  |
|                                                | Divers majorité                  | 884.480    | 3,1  |
|                                                | Centre gauche                    | 808.577    | 2,9  |
|                                                | Écologistes                      | 611.210    | 2,2  |
|                                                | Mouvement des radicaux de gauche | 606.675    | 2,2  |
|                                                | Modérés                          | 545.576    | 1,9  |
| gesamts                                        | gesamts                          | 28.098.113 | 100  |
|                                                |                                  |            |      |
| Ungültige Stimmen                              | Ungültige Stimmen                | 558.732    | 1,9  |
| Wähler                                         | Wähler                           | 28.656.845 | 83,3 |
| Wahlberechtigte                                | Wahlberechtigte                  | 34.394.378 |      |
|                                                |                                  |            |      |
| Quellen: Amtliche Statistik (Innenministerium) |                                  |            |      |

### Überseefrankreich
| Gebiet                    | Gebiet                   | Mandate |
| ------------------------- | ------------------------ | ------- |
| Départements d’outre-mer  | Guadeloupe               | 3       |
| Départements d’outre-mer  | Guyane                   | 1       |
| Départements d’outre-mer  | Martinique               | 3       |
| Départements d’outre-mer  | La Réunion               | 3       |
| Départements d’outre-mer  | Saint-Pierre-et-Miquelon | 1       |
| Collectivité territoriale | Mayotte                  | 1       |
| Territoires d'outre-mer   | Nouvelle-Calédonie       | 2       |
| Territoires d'outre-mer   | Polynésie                | 2       |
| Territoires d'outre-mer   | Wallis-et-Futuna         | 1       |
| Gesamt                    | Gesamt                   | 17      |

### Sitze insgesamt
| Gebiet                  | 1. Wahlgang | 2. Wahlgang | Gesamt |
| ----------------------- | ----------- | ----------- | ------ |
| Metropolitan-Frankreich | 56          | 418         | 474    |
| Übersee-Frankreich      | 12          | 5           | 17     |
| Gesamt                  | 68          | 423         | 491    |

## Fraktionen
|                                                                        |                                          |             |             |             |
| Fraktion                                                               | Fraktion                                 | Abgeordnete | Abgeordnete | Abgeordnete |
| Fraktion                                                               | Fraktion                                 | Mitglieder  | Assoziierte | Gesamt      |
|                                                                        | Rassemblement pour la République (RPR)   | 143         | 11          | 154         |
|                                                                        | Union pour la démocratie française (UDF) | 108         | 15          | 123         |
|                                                                        | Socialiste (SOC)                         | 102         | 11          | 113         |
|                                                                        | Communiste (COM)                         | 86          | –           | 86          |
|                                                                        | Fraktionslose Abgeordnete                | –           | –           | 15          |
| Gesamt                                                                 | Gesamt                                   | Gesamt      | Gesamt      | 491         |
|                                                                        |                                          |             |             |             |
| Quelle: Journal officiel – Assemblée nationale, Séance du 4 Avril 1978 |                                          |             |             |             |

## Bibliografie
- Les Élections legislatives de 1978, Ministère de l’intérieur